# 光能輻射計

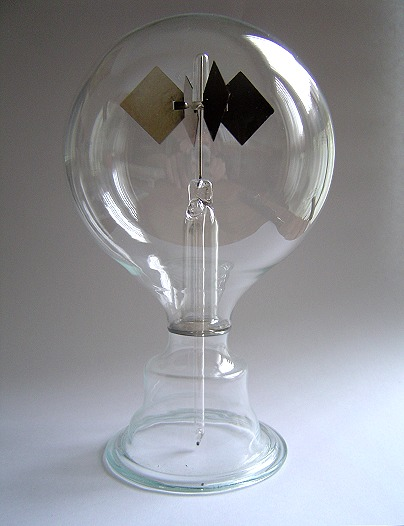
一個光能輻射計。

光能輻射計或克鲁克斯輻射計（英語：Crookes radiometer），俗稱太陽風車，是一個部分真空的氣密玻璃燈泡，內部裝設一組金屬葉片。當有光線照射時葉片會轉動，光線愈強旋轉愈快，從而提供簡單的電磁輻射強度定量測量。
光能輻射計是英國化學家威廉·克鲁克斯在1873年進行一些化學研究時順帶發明的。當他要非常精確的定量化學工作，在真空箱中稱重樣品時，注意到只要有光線照射到天平，稱量就會不穩定。為了研究這個現象，克鲁克斯創造了這個以他命名的設置。光能輻射計是發明之後的前十年內，科學界曾經對葉片旋轉的原因有過辯論，直到1879年才出現了目前公認的旋轉解釋。今日，此設備主要用於物理教育，作為光能運行的熱機的演示。

## 基本介紹

運轉中的光能輻射計

輻射計由一個玻璃燈泡製成，抽去大部分空氣形成部分真空。 燈泡內部，在低摩擦的主軸上，安裝數個（通常為四個）垂直的輕質金屬葉片轉子，圍繞軸線均勻間隔。所有葉片一側是拋光或白色的，另一側是黑色的。
當暴露於陽光、人工光源或紅外線（即使手放在附近的熱量也可能足夠）時，葉片會緩緩轉動。暗面遠離輻射源，亮面靠近輻射源。冷卻輻射計時則旋轉方向會相反。

## 奈米級太陽風車
2010年，加州大學柏克萊分校的研究人員成功地建立了一個奈米尺度的太陽風車，運作原理與克鲁克斯輻射計完全不同。一個直徑僅為100奈米的金太陽風車，由已調諧的雷射照射。通過入射光與金結構中表面電漿子的共振耦合，大大提高了轉動力矩。普林斯頓大學物理學家理查德·貝思（Richard Beth）曾在1936年提出過這種可能性。